# 李红 (曲棍球运动员)
李红（1999年5月31日—），中国女子曲棍球运动员，2014年夏季青年奥运会女子曲棍球金牌得主、2018年亚洲运动会女子曲棍球铜牌得主、2022年亚洲运动会女子曲棍球金牌得主。